# Model de creixement de Solow
El model de creixement de Solow o model de Solow-Swan, també conegut com el model exogen de creixement o model de creixement neoclàssic, és un model macroeconòmic creat per explicar el creixement econòmic i les variables que hi incideixen en el llarg termini. El model es remunta als treballs de Robert Solow i Trevor Swan el 1956.

## Explicació intuïtiva
El model de Solow pretén explicar com creix la producció nacional de béns i serveis mitjançant un model quantitatiu. En el model intervenen bàsicament la producció nacional (Y), la taxa d'estalvi (s) i la dotació de capital fix (K). El model pressuposa que el Producte intern brut (PIB) nacional és igual a la renda nacional (és a dir, se suposa una "economia tancada" i que per tant no hi ha importacions ni exportacions).
La producció, per altra banda, dependrà de la quantitat de mà d'obra emprada (L) i la quantitat de capital fix, (és a dir, maquinària, instal·lacions i altres recursos usats en la producció) i la tecnologia disponible (si la tecnologia millorés amb la mateixa quantitat de treball i capital podria produir-se més, encara que al model s'assumeix usualment que el nivell de tecnologia roman constant). El model pressuposa que la manera d'augmentar el PIB és millorant la dotació de capital (K). És a dir, del produït en un any una part és estalviada i invertida en acumular més béns de capital o estoc de capital (instal·lacions, maquinària), per la qual cosa l'any següent es podrà produir una quantitat lleugerament més gran de béns, ja que hi haurà més maquinària disponible per a la producció.
En aquest model el creixement econòmic es produeix bàsicament per l'acumulació constant de capital, si cada any augmenta la maquinària i les instal·lacions disponibles (capital fix) per produir s'obtindran produccions progressivament majors, l'efecte acumulat de les quals a llarg termini tindrà un notable augment de la producció i, per tant, un creixement econòmic notori.
Entre les prediccions qualitatives del model hi ha que el creixement basat purament en l'acumulació de capital, sense alterar la quantitat de mà d'obra ni alterar la taxa d'estalvi és progressivament més petit, arribant a un estat estacionari on no es produeix més creixement i les inversions compensen exactament la depreciació associada al desgast del capital fix.

## Formulació matemàtica
El model busca trobar les variables rellevants que ocasionen el creixement econòmic d'un país (economia tancada), ja que algunes ajuden a millorar la situació només a curt termini, i d'altres, que afecten les taxes de creixement del llarg termini. Es prenen totes les variables que el model considera com a significatives en el procés de creixement, com a exògenes, però en mostra la incidència en el procés de creixement. El model utilitza la funció de producció Cobb-Douglas en la següent forma (encara que es pot suposat plantejar també referit a la productivitat total dels factors):

(1a){\displaystyle Y=K^{\alpha }(AL)^{1-\alpha }\,}

Definint les variables, tenim:
{\displaystyle K\,} = Capital total
{\displaystyle L\,} = força laboral o treball total usat en la producció.
{\displaystyle A\,} = és una constant matemàtica que representa la tecnologia associada al factor treball.
{\displaystyle Y\,} = Producció total [mesura per exemple en unitats monetàries].
{\displaystyle \alpha \,} = Fracció del producte produïda pel capital, o coeficient dels rendiments marginals decreixents.
Se sap, per altra banda, que necessàriament {\displaystyle \scriptstyle 0<\alpha <1\,}, es pot provar que α coincideix amb la participació total del capital a la producció (d'acord amb l'anàlisi de la productivitat total dels factors). Si α ~ 1, la producció es basa fonamentalment en el capital disponible i serà gairebé independent de la mà d'obra. Hi ha raons per suposar que per a moltes situacions reals la funció de producció de Cobb-Douglas és una funció creïble de producció que té retorns constants a escala, i rendiments marginals decreixents al capital i al treball. Més endavant veureu que si se suposa que la funció de producció és d'aquest tipus, hi ha la possibilitat de convergència a un producte estacionari que deixa de créixer mitjançant la taxa d'estalvi.
Tècnicament la hipòtesi que la funció de producció és la funció de Cobb-Douglas no és fonamental per al model, perquè n'hi hauria prou que fos una funció monòtona creixent al capital i la quantitat de treball.
Per formular el model a partir de la funció de Cobb-Douglas es defineixen per conveniència:
- el producte per càpita efectiu y com la quantitat de producció per unitat de mà d'obra i
- l'estoc de capital per càpita efectiu k com la quantitat de capital per unitat de mà d'obra

És a dir, definim les variables:

(2){\displaystyle y:={\frac {Y}{AL}},\qquad k:={\frac {K}{AL}}}

Com hem suposat que la funció de producció és de tipus Cobb-Douglas es té la següent relació entre y i k:

(1b){\displaystyle y={\frac {K^{\alpha }(AL)^{1-\alpha }}{AL}}={\frac {K^{\alpha }}{(AL)^{\alpha }}}=k^{\alpha }=f(k)}

Assumint el producte per càpita efectiu y en la funció anterior, tindrem que com més petit sigui α hi haurà un producte per càpita efectiu cada cop menor, és a dir, la funció pren la forma d'una arrel, encara que la funció és divergent a l'infinit si k tendeix a l'infinit. La funció anterior satsifà les condicions d'Inada, és a dir:

{\displaystyle \lim _{k\to \infty }f'(k)=0,\qquad \lim _{k\to 0}f'(k)=\infty }

Aquests límits són coneguts com les condicions d'Inada, i expliquen que la derivada de {\displaystyle \scriptstyle f(k)}, és a dir, el producte marginal del capital és 0 quan k és alt. A més, explica que quan k és massa baix, el producte marginal és molt alt. Aquestes últimes condicions, encara que força evidents matemàticament, posteriorment implicaran que països amb una quantitat de capital baixa creixerien a taxes altes, mentre que països amb altes quantitats de capital creixerien a taxes més baixes, a causa dels rendiments marginals que en decreixen.

### Equacions rellevants del model de Solow
Hi ha una equació rellevant del model de Solow, i és l'equació d'acumulació de capital.

(4){\displaystyle {\dot {K}}_{t}={\frac {\partial K_{t}}{\partial t}}=sY_{t}-K_{t}\delta \,}

On
{\displaystyle s\,} = Taxa d'estalvi
{\displaystyle Y_{t}\,} = Producte de l'economia en el període t
{\displaystyle \delta \,} = taxa de depreciació del capital existent.
{\displaystyle K_{t}\,} = Capital total en el període t
El terme {\displaystyle sY\,} representa la inversió efectiva en capital que pot fer l'economia, que és el producte multiplicat per la taxa d'estalvi (ja que el model pressuposa que s'inverteix tot l'estalvi). El segon terme de l'equació {\displaystyle \delta K\,} representa la inversió de reposició (o despeses d'amortització) que representa quant de capital ja no serveix o és inútil per a l'acumulació de capital. Per analitzar més la inversió de reposició, cal determinar aquesta mateixa equació en termes per càpites i efectius.

Per calcular l'increment d'estoc de capital per càpita, derivant, usant la regla de la cadena i substituint l'equació resultant el resultat (4) es té:

(5){\displaystyle {\dot {k}}={\frac {\partial }{\partial t}}\left({\frac {K}{AL}}\right)={\frac {{\dot {K}}_{t}}{A_{t}L_{t}}}-{\frac {K_{t}}{A_{t}L_{t}^{2}}}{\dot {L}}_{t}-{\frac {K_{t}}{A_{t}^{2}L_{t}}}{\dot {A}}_{t}={\frac {sY}{AL}}-{\frac {K}{AL}}\left(\delta +{\frac {\dot {A}}{A}}+{\frac {\dot {L}}{L}}\right)=sy-(\delta +g+n)k}

On:
{\displaystyle n:=\Delta L/L\,}
{\displaystyle g:=\Delta A/A\,}
Aquesta darrera equació té el mateix aspecte que (4), però en termes per càpita, amb una inversió de reposició igual a {\displaystyle \scriptstyle (\delta +n)k}, que mostra la quantitat d'inversió necessària per mantenir el capital constant. Augments de depreciació, tindrien efectes de disminució de l'acumulació de capital, i per tant, un menor [estat estacionari] del capital. Augments en la taxa de creixement de la població causarien un augment menor o disminució de l'acumulació de capital per càpita efectiu.
Cal que la inversió efectiva pugui sostenir els moviments o la mateixa depreciació, així com el creixement de la població i la nova tecnologia que necessiten inversió física per produir-la. Si tenim altes taxes de creixement de la població, és difícil que el capital per càpita efectiu creixi, ja que hi haurà menor maquinària per repartir entre els nous individus potencialment productius que entren al mercat. Així també, augments de la taxa de tecnologia necessiten produir nova maquinària, per la qual cosa cal que hi hagi inversió efectiva per sostenir augments de la tecnologia.

### Equilibri de l'estat estacionari

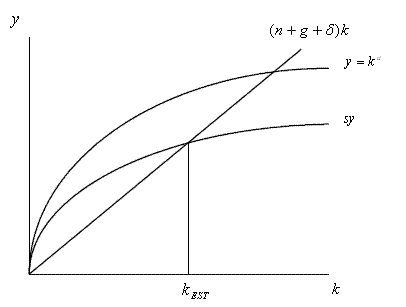
Diagrama del model de creixement de Solow.

L'equilibri estacionari és la condició del model en què finalitza l'augment del capital reflectit a l'equació d'acumulació de capital per càpita, que acaba amb un capital fix sense variacions addicionals.

{\displaystyle {\begin{cases}{\dot {k}}=0\\sy=(n+g+\delta )k\\y=f(k)\end{cases}}}

Com se suposa que la funció {\displaystyle \scriptstyle f(\cdot )} el sistema anterior tindrà una solució única {\displaystyle \scriptstyle (y^{*},k^{*})} i els nivells de renda per càpita efectiva, capital per càpita efectiu, taxa d'estalvi, taxa de canvi tecnològic i la seva taxa de depreciació determinen l'anomenat estat d'equilibri o estat estacionari del model de Solow.
L'equilibri en el model de Solow és el camí de la convergència dels països: una economia, mitjançant la propietat de rendiments marginals decreixents, tendeix a decréixer la seva producció marginal; o dit en altres termes, la producció total cada cop creix menys. Pel que {\displaystyle \scriptstyle sy} tendeix també a créixer menys, cosa que eventualment fa que s'iguali a {\displaystyle \scriptstyle (n+g+\delta )k} . Aquesta condició manté l'estoc de capital per càpita efectiu constant sense variacions. Tot i això, en estat estacionari, és possible afirmar que el producte per càpita creix a la taxa de creixement de la tecnologia, i el producte total creix a la taxa de creixement de la població i de la tecnologia. L'aportació d'aquestes variables exògenes aconsegueixen explicar el creixement a llarg termini, és a dir, quan l'economia arriba al capital estacionari.
Aquest és el gràfic principal del model de Solow, i mostra que en l'equilibri de llarg termini, {\displaystyle \scriptstyle sy=(n+g+\delta )k\,} . La raó de la convergència és que y és igual a {\displaystyle \scriptstyle f(k)}, la funció del producte per càpita té rendiments decreixents, així també, la funció d'inversió efectiva {\displaystyle sy\,}. D'aquesta manera, els rendiments decreixents del capital per càpita fan que hi hagi una convergència entre la inversió de reposició i la inversió efectiva. Al gràfic, k "EST" representa l'estat de capital estacionari i, per tant, l'estat de producte estacionari.

#### Augments a la taxa d'estalvi
Un augment en la taxa d'estalvi faria que {\displaystyle sy\,} augmenti, per això augmenta el capital d'estat estacionari. L'efecte de la taxa d'estalvi té un efecte de creixement més ràpid a curt termini, però a llarg termini l'efecte és nul. Bàsicament, la taxa d'estalvi té efectes en el nivell de producte, no així els efectes de la taxa de l'augment de la tecnologia, que són efectes de creixements a llarg termini.

#### Condicions del producte en estat estacionari
Tenint la igualtat {\displaystyle sy=(n+g+\delta )k\,}, podem reemplaçar el capital, obtenint així el capital d'estat estacionari.

{\displaystyle {\frac {K^{*}}{L}}=A\left({\frac {s}{\delta +g+n}}\right)^{\frac {1}{1-\alpha }}}.

A més, utilitzant {\displaystyle y=k^{\alpha }\,}, obtenim:

{\displaystyle {\frac {Y^{*}}{L}}=A\left({\frac {s}{\delta +g+n}}\right)^{\frac {\alpha }{1-\alpha }}}.

En estat estacionari, és possible determinar les conclusions següents:
- Augments del nivell de tecnologia produirien un major producte per càpita estacionari. Així també, més força de treball incidiria positivament en el producte estacionari. Inversament, augments de la taxa de creixement de la població, i altes depreciacions, tindrien com a resultat baixos productes per càpita efectius estacionaris.
- En estat estacionari, atès que {\displaystyle \Delta k=0\,}, la taxa de creixement del producte total és igual a {\displaystyle n+g} i la taxa de creixement del producte per càpita és igual a {\displaystyle g}. El producte per càpita en estat estacionari creixeria només a la taxa de creixement de la tecnologia.

#### La regla d'or
La regla d'or és un capital òptim que maximitza el consum per càpita. Si assumim que la utilitat depèn del consum, el capital d'estat estacionari no és sinònim de maximització, ja que amb un capital òptim es pot fer el consum màxim. Sobre això, és visible que:

{\displaystyle {\begin{aligned}&s{\dot {y}}=k(n+g+\delta )\\&c=y-sy;sy=k(n+g+\delta )\\&c=f(k)-k(n+g+\delta )\\\end{aligned}}}

Aquesta darrera equació representa el consum en estat estacionari, és a dir, a llarg termini. Necessàriament, per trobar un capital que maximitzi el consum, hem de derivar aquesta equació respecte del capital.

{\displaystyle c=f(k)-k(n+g+\delta )}

Derivant el consum respecte al capital, es té:

{\displaystyle {\frac {dc}{dk}}={\frac {df(k)}{dk}}-(n+g+\delta )}

Igualant a zero, es té:

{\displaystyle {\frac {df(k)}{dk}}=(n+g+\delta )={\rm {p.m.c.}}(k)}

Això ens diu que el producte marginal del capital o l'última unitat de capital generada ha de ser igual a la taxa de creixement de la població, la taxa de depreciació i de tecnologia perquè el consum sigui màxim. Des del punt de vista algebraic, el capital de la regla d'or és el següent:

{\displaystyle {\begin{aligned}&\alpha k^{\alpha -1}=(n+g+\delta )\\&k^{\alpha -1}={\frac {(n+g+\delta )}{\alpha }}\\&k^{1-\alpha }={\frac {\alpha }{n+g+\delta }}\\&k_{RO}=\left({\frac {\alpha }{n+g+\delta }}\right)^{\frac {1}{1-\alpha }}\\\end{aligned}}}

Noteu la similitud amb el capital estacionari. Es pot inferir que la taxa d'estalvi que maximitza el consum és la següent:

{\displaystyle {\begin{aligned}&k_{RO}=k_{EST}=\left({\frac {\alpha }{n+g+\delta }}\right)^{\frac {1}{1-\alpha }}=\left({\frac {s}{n+g+\delta }}\right)^{\frac {1}{1-\alpha }}\\&s=\alpha \\\end{aligned}}}

Per tant, necessàriament la condició perquè el capital estacionari sigui igual al capital de la regla d'or i se'n maximitzi el consum és que la taxa d'estalvi ha de ser igual a la fracció del producte produïda pel capital, és a dir {\displaystyle \scriptstyle \alpha }.

## Evidència empírica
Mankiw, Romer i Weil (1992) basant-se en el model de Solow van examinar les diferències internacionals de renda per càpita suposant que són una funció de la taxa d'estalvi, la taxa de creixement de la població i els nivells inicials de productivitat del treball. Sota aquests supòsits el 60% de les diferències de renda el 1985 en una mostra de noranta-vuit països semblaven ser explicables. No obstant això, quan van calcular la contribució implícita del capital a la renda nacional a partir del model, van resultar ser gairebé el doble que les estimacions directes. Això suposava una dificultat al model de Solow com a model explicatiu.
Per resoldre aquesta discrepància van construir un model modificat, que contemplés l'acumulació de capital humà. Amb aquest nou model podien explicar al voltant del 80% de la variació observada, i una contribució del capital físic propera al 30% en acord amb la quantitat estimada directa. Així que van concloure que si bé el model de Solow no explicava prou bé les dades una modificació al model sí que ho feia. Tot i això, Grossman i Helpman (1994) observen que la productivitat total dels factors (PTF) té un paper important. Atès que els increments de PTF estimulen la inversió, podria ser que des d'un punt de vista causal no sigui l'acumulació de capital la causa original del creixement sinó altres factors que fan augmentar la PTF.